# Bill Pankow
Pour les articles homonymes, voir Pankow.
 (juillet 2025).
Si vous disposez d'ouvrages ou d'articles de référence ou si vous connaissez des sites web de qualité traitant du thème abordé ici, merci de compléter l'article en donnant les références utiles à sa vérifiabilité et en les liant à la section « Notes et références ».
Bill Pankow, né le 1er janvier 1952 à New York, dans l'État de New York, aux États-Unis, est un monteur américain.
Il a plus de quarante crédits dans des productions cinématographiques et télévisuelles depuis 1982 et est connu pour avoir monté neuf films pour le réalisateur Brian De Palma dont le premier est le film de 1984 Body Double.

## Biographie

### Jeunesse
Bill Pankow est né le 1er janvier 1952 à New York, dans l'État de New York, aux (États-Unis).

### Carrière
Bill Pankow commence à travailler dans le montage de films en tant qu'assistant à la fin des années 1970 et est monteur indépendant depuis les années 1980.
En 2001, il est nommé pour un Eddie Award pour son travail sur un épisode de la série The Corner. Une nomination aux César suit en 2009 pour L'Ennemi public no 1 et L'Instinct de mort.

## Filmographie partielle

### Au cinéma
- 1984 : Body Double
- 1987 : Les Incorruptibles
- 1989 : Outrages
- 1989 : Parents
- 1990 : Le Bûcher des vanités
- 1993 : L'Impasse
- 1995 : Love Dance
- 1995 : Money Train
- 1996 : Nos funérailles
- 1996 : Risque maximum
- 1997 : Double Team
- 1998 : Snake Eyes
- 2000 : Once in the Life
- 2002 : Femme fatale
- 2005 : Assaut sur le central 13
- 2006 : Le Dahlia noir
- 2007 : Redacted
- 2010 : Lettres à Juliette
- 2011 : Effraction
- 2013 : The East
- 2014 : Cops : Les Forces du désordre
- 2015 : Max
- 2015 : American Ultra
- 2017 : Mary